# Vojtěch Mozík
Vojtěch Mozík (* 26. Dezember 1992 in Prag) ist ein tschechischer Eishockeyspieler, der seit Juli 2023 beim HC Sparta Prag aus der tschechischen Extraliga unter Vertrag steht und dort auf der Position des Verteidigers spielt.

## Karriere
Vojtěch Mozík durchlief die Jugendabteilungen des BK Mladá Boleslav, bis er für das Team in der Saison 2011/12 in der Extraliga debütierte, der höchsten tschechischen Spielklasse. Am Ende dieser Spielzeit stieg der Verteidiger mit seiner Mannschaft allerdings in die 1. Liga ab, bevor er im KHL Junior Draft 2012 an 69. Position vom HC Lev Prag ausgewählt wurde. In der zweitklassigen 1. Liga bestritt der Tscheche in der Folge nur fünf Partien, bevor er in die Extraliga zurückkehrte, indem er an den HC Škoda Plzeň verliehen wurde. Bereits im Januar 2013 wurde er dort fest verpflichtet und gewann anschließend mit Plzeň die Playoffs um die tschechische Meisterschaft.

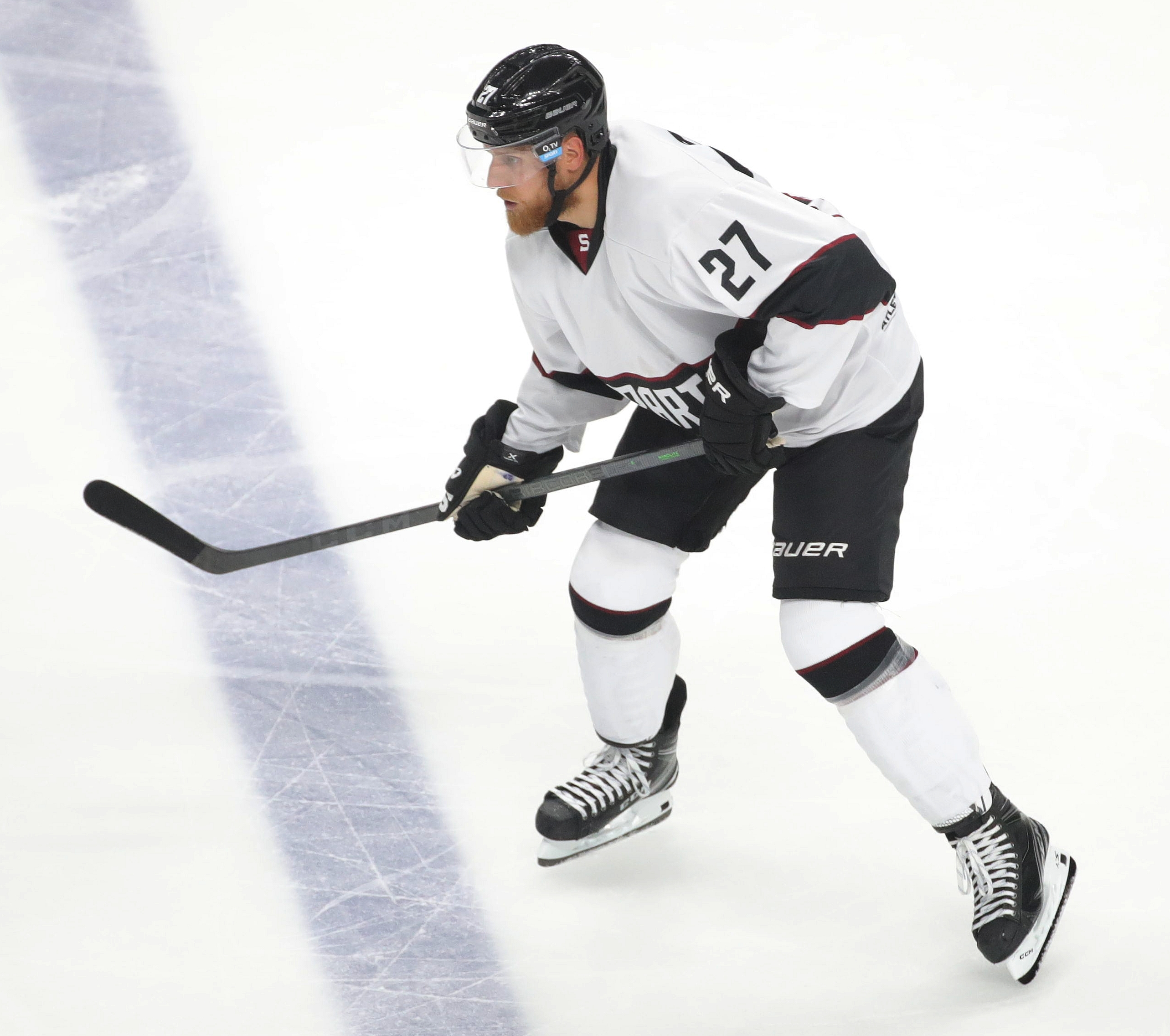
Mozík im Trikot des HC Sparta Prag (2023)

In den folgenden beiden Jahren steigerte Mozík seine persönliche Statistik deutlich, so führte er in der Saison 2014/15 alle Verteidiger der Extraliga in Toren (10; mit drei weiteren Spielern) an und platzierte sich auf der Scorerliste auf Rang vier. Mit diesen Leistungen erregte er auch in Nordamerika Aufmerksamkeit und entschloss sich daher im Juni 2015 zu einem Wechsel zu den New Jersey Devils in die National Hockey League (NHL). Vorerst wurde der Abwehrspieler allerdings bei deren Farmteam, den Albany Devils, in der American Hockey League (AHL) eingesetzt, bevor er im März 2016 sein NHL-Debüt gab, wobei er auf insgesamt sieben Partien in der höchsten Liga Nordamerikas kam. Etablieren konnte sich der Tscheche dort allerdings nicht, sodass er nach der Spielzeit 2016/17, die er ausschließlich in der AHL verbracht hatte, nach Europa zurückkehrte und sich dem HK Witjas aus der Kontinentalen Hockey-Liga (KHL) anschloss. In Podolsk stieg er prompt zum Leistungsträger auf und vertrat sein Team beim KHL All-Star Game 2018.
Anfang Juli 2019 unterschrieb Mozík einen Zweijahresvertrag beim Färjestad BK aus der Svenska Hockeyligan (SHL), nachdem sein KHL-Vertrag mit Ende der Saison 2018/19 ausgelaufen war. Weitere Stationen in der KHL waren Kunlun Red Star und Admiral Wladiwostok, ehe er Mitte Februar 2022 wieder nach Schweden zurückkehrte und sich dem Rögle BK anschloss. Dort gewann er mit Rögle wenig später die Champions Hockey League. Nachdem der Tscheche auch die Saison 2022/23 beim Rögle BK verbracht hatte, kehrte er im Sommer 2023 in sein Heimatland zurück, wo er sich dem Extraligisten HC Sparta Prag anschloss.

### International
Erste internationale Erfahrungen sammelte Mozík im Rahmen der U20-Weltmeisterschaft 2012, bei der er mit der tschechischen U20-Nationalmannschaft den fünften Platz belegte. In den Spielzeiten 2013/14, 2014/15 und 2017/18 nahm der Verteidiger mit der A-Nationalmannschaft sporadisch an Veranstaltungen der Euro Hockey Tour teil, bevor er im Januar 2018 ins tschechische Aufgebot für die Olympischen Winterspiele 2018 berufen wurde. In Pyeongchang belegte er mit der Mannschaft den vierten Platz. Vier Jahre später nahm der Verteidiger an den Olympischen Winterspielen 2022 im chinesischen Peking teil.

## Erfolge und Auszeichnungen
| - 2013 Tschechischer Meister mit dem HC Škoda Plzeň - 2017 Teilnahme am AHL All-Star Classic - 2018 Teilnahme am KHL All-Star Game | - 2018 KHL-Verteidiger des Monats Dezember - 2022 Champions-Hockey-League-Gewinn mit dem Rögle BK |

## Karrierestatistik
Stand: Ende der Saison 2023/24

### International
Vertrat Tschechien bei:

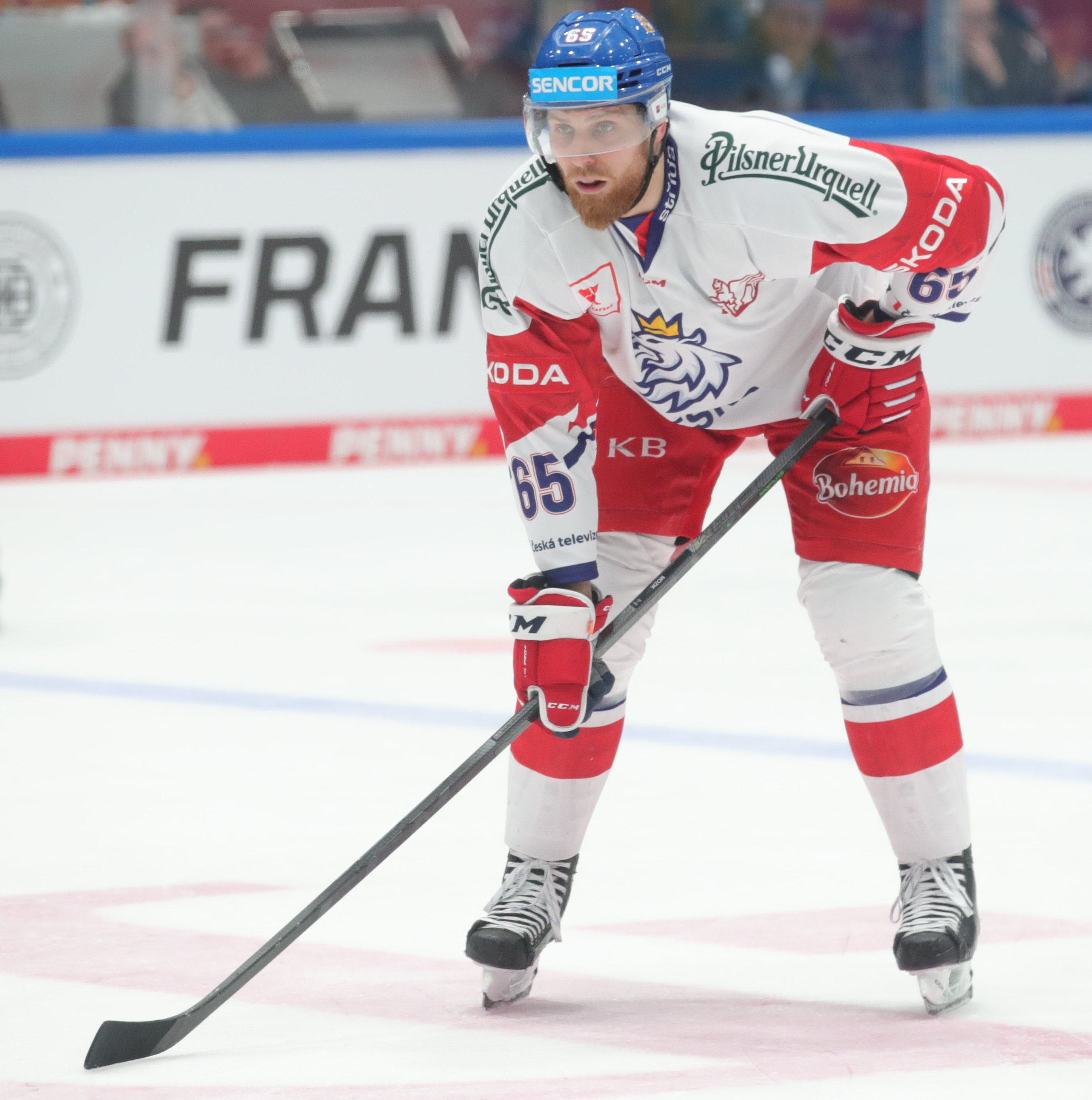
Mozík als Spieler der tschechischen Nationalmannschaft (2023)

- U20-Junioren-Weltmeisterschaft 2012
- Olympischen Winterspielen 2018
- Olympischen Winterspielen 2022

(Legende zur Spielerstatistik: Sp oder GP = absolvierte Spiele; T oder G = erzielte Tore; V oder A = erzielte Assists; Pkt oder Pts = erzielte Scorerpunkte; SM oder PIM = erhaltene Strafminuten; +/− = Plus/Minus-Bilanz; PP = erzielte Überzahltore; SH = erzielte Unterzahltore; GW = erzielte Siegtore; 1 Play-downs/Relegation; Kursiv: Statistik nicht vollständig)